# Formazione Wessex
La Formazione Wessex è una formazione geologica ricca di fossili situata sull'Isola di Wight, nel Regno Unito, e risalente al Cretaceo inferiore, circa 130 milioni di anni fa (Barremiano). Fa parte del Gruppo Wealden ed è alla base della più giovane Formazione Vectis.

## Paleoecologia
Tutti i dinosauri dell'isola di Wight provengono dalla Formazione Wessex, formazione risalente al Cretaceo inferiore tra i 125 e i 110 milioni di anni fa. Durante questo periodo l'isola di Wight, si trovava alla stessa latitudine in cui si trova adesso il Nord Africa, e possedeva un clima subtropicale con un ambiente che comprendeva grandi valli fluviali che correva lungo la costa meridionale dell'Inghilterra al Belgio. L'ambiente preistorico dell'epoca comprendeva anche stagni, fiumi e paludi costiere, habitat prefetti per la formazioni di fossili.
Gli altri animali ritrovati nell'isola, come coccodrilli, tartarughe, pterosauri, mammiferi e, forse, alcuni uccelli, indicano che l'habitat era piuttosto caldo e umido, favorendo nelle acque la proliferazione di lumache, pesci e cozze.
Visto che l'isola è cambiata molto poco nel corso di 10 milioni di anni, si sono formati numerosi fossili, facendo dell'isola una delle fonti di fossilifere più ricche d'europa.

## Fauna della Formazione Wessex

### Dinosauri

#### Theropoda
All'interno della formazione è stato rinvenuto un possibile nuovo ornithomimosauro, conosciuto solamente da una vertebra cervicale. Questo esemplare potrebbe rappresentare lo stesso genere Valdoraptor oweni, presente nel bacino di Weald.
| Teropodi della Formazione Wessex | Teropodi della Formazione Wessex | Teropodi della Formazione Wessex | Teropodi della Formazione Wessex | Teropodi della Formazione Wessex                                     | Teropodi della Formazione Wessex | Teropodi della Formazione Wessex |
| Genere                           | Specie                           | Luogo del ritrovamento           | Posizione stratigrafica          | Materiale                                                            | Note | Immagine                         |
| -------------------------------- | -------------------------------- | -------------------------------- | -------------------------------- | -------------------------------------------------------------------- | --- | -------------------------------- |
| Avialae                          | Indeterminata                    |                                  |                                  | Denti isolati                                                        | |                                  |
| Aristosuchus                     | A. pussilis                      |                                  |                                  | "Osso sacro e pube."                                                 | Un compsognathide |                                  |
| Baryonyx                         | B. walkeri                       |                                  |                                  | Denti isolati, ossa della mano, elementi delle vertebre e del cranio | Uno spinosauride, suo possibile sinonimo è il Suchosaurus |                                  |
| Calamosaurus                     | C. foxi                          |                                  |                                  | "Vertebre."                                                          | Un compsognathide |                                  |
| Calamospondylus                  | C. oweni                         |                                  |                                  | "Vertebre."                                                          | Un possibile oviraptorosauro |                                  |
| Eotyrannus                       | E. lengi                         |                                  |                                  | "Cranio e scheletro parziale."                                       | Un tirannosauroide |                                  |
| Hesperornithidae                 | Indeterminata                    |                                  |                                  | Denti isolati                                                        | |                                  |
| Neovenator                       | N. salerii                       |                                  |                                  | "Cranio e scheletro parziale."                                       | Un neovenatoride |                                  |
| Ornithodesmus                    | O. cluniculus                    |                                  |                                  |                                                                      | Una dubbia specie di dromaeosauride, un tempo male interpretato come uno pterosauro |                                  |
| Thecocoelurus                    | T. daviesi                       |                                  |                                  | "Vertebre cervicali."                                                | Un coelurosauro dall'incerta classificazione, forse un Elaphrosauro. Originariamente era chiamato Thecospondylus, un nome già usato per un altro animale                                                           |                                  |
| Velociraptorinae                 | Indeterminata                    |                                  |                                  | Denti isolati                                                        | Un dromeosauride di grandi dimensioni. In alternativa, potrebbe rappresentare un proceratosauro. |                                  |
| Yaverlandia                      | Y. bitholus                      |                                  |                                  |                                                                      | Un maniraptora dalla classificazione incerta, originariamente identificato come un ornithischio. Potrebbe rappresentare un troodontide, i cui denti sono già stati rinvenuti nella formazione, ma ciò non è certo. |                                  |

#### Sauropoda
All'interno della formazione è presente anche il noto "sauropode di Barnes High", un possibile membro della famiglia dei brachiosauridae, probabilmente un esemplare di Eucamerotus o di Pelorosaurus. Noto per vari elementi dello scheletro come un arto anteriore completo, una vertebra cervicale, una vertebra dorsale, una costola, due vertebre caudali, un pube e un femore, rappresenta l'esemplare più completo dell'epoca del Wealden.
| Sauropodi della Formazione Wessex | Sauropodi della Formazione Wessex | Sauropodi della Formazione Wessex | Sauropodi della Formazione Wessex | Sauropodi della Formazione Wessex                                                             | Sauropodi della Formazione Wessex                                           | Sauropodi della Formazione Wessex |
| Genere                            | Specie                            | Luogo del ritrovamento            | Posizione stratigrafica           | Materiale                                                                                     | Note                                                                        | Immagine                          |
| --------------------------------- | --------------------------------- | --------------------------------- | --------------------------------- | --------------------------------------------------------------------------------------------- | --------------------------------------------------------------------------- | --------------------------------- |
| Chondrosteosaurus                 | C. gigas                          |                                   |                                   | "Alcune vertebre cervicali."                                                                  |                                                                             |                                   |
| Eucamerotus                       | E. foxi                           |                                   |                                   | "Vertebre dorsali."                                                                           |                                                                             |                                   |
| Iuticosaurus                      | I. valdensis                      |                                   |                                   | "Alcune vertebre caudali."                                                                    |                                                                             |                                   |
| Oplosaurus                        | O. armatus                        |                                   |                                   | "Un dente."                                                                                   |                                                                             |                                   |
| Ornithopsis                       | O. eucamerotus                    |                                   |                                   | "Ischio e pube."                                                                              |                                                                             |                                   |
| Ornithopsis                       | O. hulkei                         |                                   |                                   | Una vertebra dorsale.                                                                         |                                                                             |                                   |
| Rebbachisauridae                  | Indeterminata                     |                                   |                                   | Una Scapola, una vertebra, e denti isolati                                                    | Un nigersaurino, simile nelle proporzioni a Demandasaurus                   |                                   |
| Somphospondyli                    | Indeterminata                     |                                   |                                   | Una vertebra cervicale. Possibili resti aggiuntivi comprendono un femore e un omero parziale. | Soprannominato "Angloposeidon", è il più grande sauropode dell'Inghilterra. |                                   |

#### Ornithischia
| Ornithischi della Formazione Wessex | Ornithischi della Formazione Wessex | Ornithischi della Formazione Wessex | Ornithischi della Formazione Wessex | Ornithischi della Formazione Wessex | Ornithischi della Formazione Wessex | Ornithischi della Formazione Wessex                                               | Ornithischi della Formazione Wessex |
| Genere                              | Specie                              | Sinonimi                            | Luogo del ritrovamento              | Posizione stratigrafica             | Materiale                           | Note                                                                              | Immagine                            |
| ----------------------------------- | ----------------------------------- | ----------------------------------- | ----------------------------------- | ----------------------------------- | ----------------------------------- | --------------------------------------------------------------------------------- | ----------------------------------- |
| Hypsilophodon                       | H. foxii                            |                                     |                                     |                                     |                                     |                                                                                   |                                     |
| Iguanodon                           | I. bernissartensis                  |                                     |                                     |                                     |                                     | Esemplari classificati come Iguanodon seelyi sono stati riferiti a questa specie. |                                     |
| Mantellisaurus                      | M. atherfieldensis                  | Dollodon bampingi, Proplanicoxa?    |                                     |                                     |                                     |                                                                                   |                                     |
| Polacanthus                         | P. foxii                            | Polacanthoides ponderosus?          |                                     |                                     |                                     |                                                                                   |                                     |
| Valdosaurus                         | V. canaliculatus                    |                                     |                                     |                                     |                                     |                                                                                   |                                     |

### Pterosauri
| Pterosauri della Formazione Wessex | Pterosauri della Formazione Wessex | Pterosauri della Formazione Wessex | Pterosauri della Formazione Wessex | Pterosauri della Formazione Wessex           | Pterosauri della Formazione Wessex                | Pterosauri della Formazione Wessex |
| Genere                             | Specie                             | Luogo del ritrovamento             | Posizione stratigrafica            | Materiale                                    | Note                                              | Immagine                           |
| ---------------------------------- | ---------------------------------- | ---------------------------------- | ---------------------------------- | -------------------------------------------- | ------------------------------------------------- | ---------------------------------- |
| Caulkicephalus                     | C. trimicrodon                     |                                    |                                    | Frammenti del cranio e del muso              |                                                   |                                    |
| Istiodactylus                      | I. latidens                        |                                    |                                    | Frammenti del cranio, ossa delle ali e denti |                                                   |                                    |
| Coloborhynchus                     | Indeterminata                      |                                    |                                    | Frammenti del muso                           |                                                   |                                    |
| Neoazhdarchia                      | Indeterminata                      |                                    |                                    | Un omero                                     | Un possibile thalassodromide o un chayangopteride |                                    |
| Ctenochasmatidae                   | Indeterminata                      |                                    |                                    | Denti                                        |                                                   |                                    |

### Plesiosauri
| Plesiosauri della Formazione Wessex | Plesiosauri della Formazione Wessex | Plesiosauri della Formazione Wessex | Plesiosauri della Formazione Wessex | Plesiosauri della Formazione Wessex | Plesiosauri della Formazione Wessex | Plesiosauri della Formazione Wessex |
| Genere                              | Specie                              | Luogo del ritrovamento              | Posizione stratigrafica             | Materiale                           | Note                                | Immagine                            |
| ----------------------------------- | ----------------------------------- | ----------------------------------- | ----------------------------------- | ----------------------------------- | ----------------------------------- | ----------------------------------- |
| Elasmosauridae                      | Indeterminata                       | Compton Bay                         |                                     | Una vertebra                        |                                     |                                     |
| Plesiosauroidea                     | Indeterminata                       | Tie Pits                            |                                     | Propodiale                          | Un possibile leptocleididae?        |                                     |
| Vectocleidus                        | V. pastorum                         |                                     |                                     |                                     |                                     |                                     |

### Mammiferi
| Mammiferi della Formazione Wessex | Mammiferi della Formazione Wessex | Mammiferi della Formazione Wessex | Mammiferi della Formazione Wessex | Mammiferi della Formazione Wessex | Mammiferi della Formazione Wessex | Mammiferi della Formazione Wessex |
| Genere                            | Specie                            | Luogo del ritrovamento            | Posizione stratigrafica           | Materiale                         | Note                              | Immagine                          |
| --------------------------------- | --------------------------------- | --------------------------------- | --------------------------------- | --------------------------------- | --------------------------------- | --------------------------------- |
| Yaverlestes                       | Y.gassoni                         |                                   |                                   | Frammenti di mandibola            |                                   |                                   |
| Loxaulax                          | L.valdensis                       |                                   |                                   | Denti                             |                                   |                                   |
| Eobaatar                          | E.clemensi                        |                                   |                                   | Denti                             |                                   |                                   |

### Crocodylomorphi
| Crocodylomorphi della Formazione Wessex | Crocodylomorphi della Formazione Wessex | Crocodylomorphi della Formazione Wessex | Crocodylomorphi della Formazione Wessex | Crocodylomorphi della Formazione Wessex | Crocodylomorphi della Formazione Wessex | Crocodylomorphi della Formazione Wessex |
| Genere                                  | Specie                                  | Luogo del ritrovamento                  | Posizione stratigrafica                 | Materiale                               | Note                                    | Immagine                                |
| --------------------------------------- | --------------------------------------- | --------------------------------------- | --------------------------------------- | --------------------------------------- | --------------------------------------- | --------------------------------------- |
| Anteophthalmosuchus                     | A. hooleyi                              |                                         |                                         |                                         |                                         |                                         |
| Hulkepholis                             | H. willetti                             |                                         |                                         |                                         |                                         |                                         |
| Koumpiodontosuchus                      | K. aprosdokiti                          |                                         |                                         |                                         |                                         |                                         |
| Vectisuchus                             | V. leptognathus                         |                                         |                                         |                                         |                                         |                                         |
| Theriosuchus                            | Indeterminata                           |                                         |                                         |                                         |                                         |                                         |

### Tartarughe
| Tartarughe della Formazione Wessex | Tartarughe della Formazione Wessex | Tartarughe della Formazione Wessex | Tartarughe della Formazione Wessex | Tartarughe della Formazione Wessex | Tartarughe della Formazione Wessex            | Tartarughe della Formazione Wessex |
| Genere                             | Specie                             | Luogo del ritrovamento             | Posizione stratigrafica            | Materiale                          | Note                                          | Immagine                           |
| ---------------------------------- | ---------------------------------- | ---------------------------------- | ---------------------------------- | ---------------------------------- | --------------------------------------------- | ---------------------------------- |
| Helochelydra                       | H. nopcsai                         |                                    |                                    |                                    |                                               |                                    |
| Trionyx                            | Indeterminata                      |                                    |                                    | Frammenti del guscio               | In esposizione presso il Dinosaur Farm Museum |                                    |
| Plesiochelys                       | Indeterminata                      |                                    |                                    | Guscio                             | In esposizione presso il Dinosaur Isle Museum |                                    |
| Brodiechelys                       | B. brodiei                         |                                    |                                    |                                    |                                               |                                    |

### Squamata
| Squamati della Formazione Wessex | Squamati della Formazione Wessex | Squamati della Formazione Wessex | Squamati della Formazione Wessex | Squamati della Formazione Wessex | Squamati della Formazione Wessex | Squamati della Formazione Wessex |
| Genere                           | Specie                           | Luogo del ritrovamento           | Posizione stratigrafica          | Materiale                        | Note                             | Immagine                         |
| -------------------------------- | -------------------------------- | -------------------------------- | -------------------------------- | -------------------------------- | -------------------------------- | -------------------------------- |
| Anguimorpha                      | Indeterminata                    |                                  |                                  |                                  |                                  |                                  |
| Scincomorpha                     | Indeterminata                    |                                  |                                  |                                  |                                  |                                  |

### Lissamphibia
| Anfibi della Formazione Wessex | Anfibi della Formazione Wessex | Anfibi della Formazione Wessex | Anfibi della Formazione Wessex | Anfibi della Formazione Wessex | Anfibi della Formazione Wessex | Anfibi della Formazione Wessex |
| Genere                         | Specie                         | Luogo del ritrovamento         | Posizione stratigrafica        | Materiale                      | Note                           | Immagine                       |
| ------------------------------ | ------------------------------ | ------------------------------ | ------------------------------ | ------------------------------ | ------------------------------ | ------------------------------ |
| Wesserpeton                    | W.evansae                      |                                |                                |                                | Un anfibio albanerpetontide    |                                |
| Anura (rana)                   | Indeterminata                  |                                |                                |                                |                                |                                |

### Pesci ossei
| Pesci ossei della Formazione Wessex | Pesci ossei della Formazione Wessex | Pesci ossei della Formazione Wessex | Pesci ossei della Formazione Wessex | Pesci ossei della Formazione Wessex | Pesci ossei della Formazione Wessex | Pesci ossei della Formazione Wessex |
| Genere                              | Specie                              | Luogo del ritrovamento              | Posizione Stratigrafica             | Materiale                           | Note                                | Immagine                            |
| ----------------------------------- | ----------------------------------- | ----------------------------------- | ----------------------------------- | ----------------------------------- | ----------------------------------- | ----------------------------------- |
| Belonostomus                        | Indeterminata                       |                                     |                                     |                                     |                                     |                                     |
| Caturus                             | Indeterminata                       |                                     |                                     |                                     |                                     |                                     |
| Coelodus                            | Indeterminata                       |                                     |                                     |                                     |                                     |                                     |
| Lepidotes                           | Indeterminata                       |                                     |                                     |                                     |                                     |                                     |
| Scheenstia                          | Indeterminata                       |                                     |                                     |                                     |                                     |                                     |

### Pesci cartilaginei
| Pesci cartilaginei della Formazione Wessex | Pesci cartilaginei della Formazione Wessex | Pesci cartilaginei della Formazione Wessex | Pesci cartilaginei della Formazione Wessex | Pesci cartilaginei della Formazione Wessex | Pesci cartilaginei della Formazione Wessex | Pesci cartilaginei della Formazione Wessex |
| Genere                                     | Specie                                     | Luogo del ritrovamento                     | Posizione Stratigrafica                    | Materiale                                  | Note                                       | Immagine                                   |
| ------------------------------------------ | ------------------------------------------ | ------------------------------------------ | ------------------------------------------ | ------------------------------------------ | ------------------------------------------ | ------------------------------------------ |
| Hybodus                                    | H. basanus                                 |                                            |                                            |                                            |                                            |                                            |
| Hylaeobatis                                | H. problematica                            |                                            |                                            |                                            |                                            |                                            |
| Palaeoscyllium                             | Indeterminata                              |                                            |                                            |                                            |                                            |                                            |
| Vectiselachos                              | V. ornatus                                 |                                            |                                            |                                            |                                            |                                            |

### Invertebrati
Gli invertebrati sono una presenza comune nella Formazione Wessex. Tra i più comuni vi sono i bivalvi d'acqua dolce, tra cui unionoidi come Margaritifera, Nippononaia e Unio. Questi bivalvi possono indicare che l'ambiente era piuttosto umido e ricco di fiumi e bacini acquatici. Sono stati rinvenuti anche esemplari di Viviparus, un genere di lumaca d'acqua dolce.
| Invertebrati della Formazione Wessex | Invertebrati della Formazione Wessex | Invertebrati della Formazione Wessex | Invertebrati della Formazione Wessex | Invertebrati della Formazione Wessex | Invertebrati della Formazione Wessex                                | Invertebrati della Formazione Wessex |
| Genere                               | Specie                               | Luogo del ritrovamento               | Posizione stratigrafica              | Materiale                            | Note                                                                | Immagine                             |
| ------------------------------------ | ------------------------------------ | ------------------------------------ | ------------------------------------ | ------------------------------------ | ------------------------------------------------------------------- | ------------------------------------ |
| Cretamygale                          | C. chasei                            | Chilton Chine Sandstone              |                                      |                                      | Ragno mygalomorpho, descritto da un esemplare inglobato nell'ambra. |                                      |
| Dungeyella                           | D. gavini                            |                                      |                                      |                                      | Un piccolo buchonomyiine/podonomiano                                |                                      |